# پلیستوسن
| کواترنری    | کواترنری | کواترنری   | کواترنری        | کواترنری        |
| سامانه/دوره | ردیف/دور | اشکوب/عصر  | سن (میلیون سال) | سن (میلیون سال) |
| ----------- | -------- | ---------- | --------------- | --------------- |
| کواترنری    | هولوسن   | مگالاین    | ۰               | ۰/۰۰۴۲          |
| کواترنری    | هولوسن   | نورث‌گریپین | ۰/۰۰۴۲          | ۰/۰۰۸۲          |
| کواترنری    | هولوسن   | گرینلندین  | ۰/۰۰۸۲          | ۰/۰۱۱۷          |
| کواترنری    | پلیستوسن | تارانشین   | ۰/۰۱۱۷          | ۰/۱۲۶           |
| کواترنری    | پلیستوسن | چیبانین    | ۰/۱۲۶           | ۰/۷۸۱           |
| کواترنری    | پلیستوسن | کالابرین   | ۰/۷۸۱           | ۱/۸۰            |
| کواترنری    | پلیستوسن | گلاسین     | ۱/۸۰            | ۲/۵۸            |
| نئوژن       | پلیوسن   | پیاسنزین   | پیش از آن       | پیش از آن       |

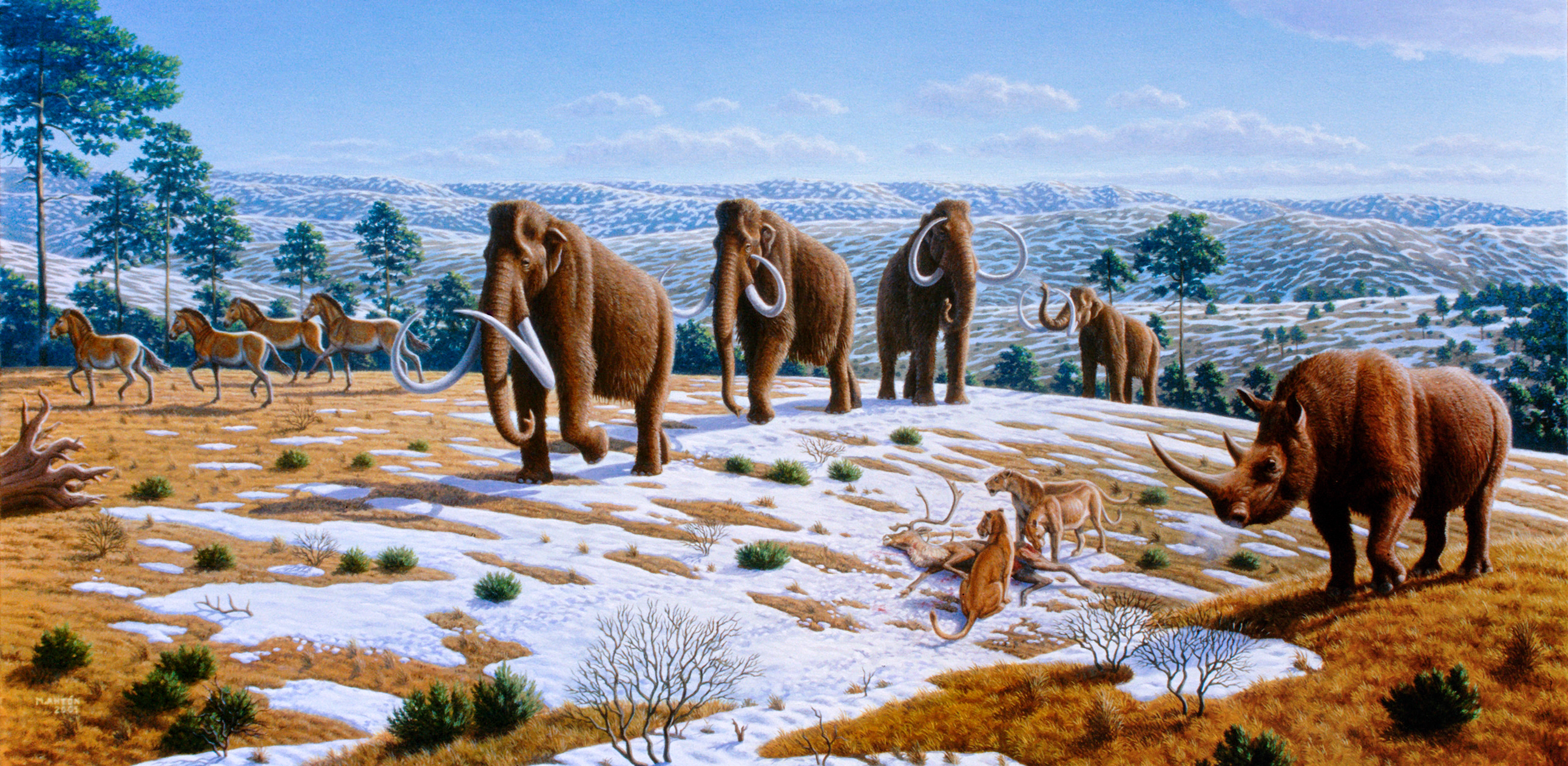
دور پلیستوسن در سیبری. در این نگاره، ماموت‌های پشمین و شیرهای غارنشین در حال شکار گوزن، تارپان و کرگدن پشمین هستند.

پلیستوسن (Pleistocene) یکی از دورهای زمین‌شناسی است که حدود ۲٫۶ میلیون سال پیش آغاز شد و تا حدود ۱۱٬۷۰۰ سال پیش ادامه داشت، یعنی تا آغاز هولوسین، دوره‌ای که اکنون در آن زندگی می‌کنیم. این دوره بخشی از دوران نوزیستی (سِنوزوئیک) و زیرمجموعهٔ دورهٔ کواترنری است.
ویژگی اصلی پلیستوسن وقوع عصرهای یخبندان پی‌درپی بود. در این بازه، صفحات یخی عظیم بارها تا عرض‌های جغرافیایی پایین‌تر گسترش یافتند و سپس عقب‌نشینی کردند. این تغییرات اقلیمی، اثرات بزرگی بر جانوران، گیاهان و مسیر فرگشت انسان داشت. بسیاری از پستانداران بزرگ مانند ماموت‌ها و ببرهای دندان‌خنجری در پلیستوسن می‌زیستند و در پایان آن منقرض شدند.
در همین دوران، گونه‌های اولیهٔ انسان، از جمله انسان راست‌قامت، نئاندرتال‌ها و سرانجام انسان خردمند (هومو ساپینس) در آفریقا پدیدار شدند و به‌تدریج به سایر نقاط زمین مهاجرت کردند. پلیستوسن را می‌توان دوری دانست که در آن نه‌تنها طبیعت دگرگونی‌های چشم‌گیر را تجربه کرد، بلکه انسان نیز نخستین گام‌های جدی خود را به‌سوی شکل‌گیری تمدن برداشت.
پایان پلیستوسن با گرم‌شدن ناگهانی آب‌وهوا و آغاز دورهٔ میان‌یخچالی کنونی همراه بود که موجب شد یخچال‌ها عقب‌نشینی کنند و زندگی نوینی در بسیاری از نقاط زمین شکل گیرد.

## جزئیات
انقراض گروه بزرگی از پستانداران و شمار زیادی از گونه‌های پرندگان از اواخر دور پلیستوسن (حدود ۱۰۰۰۰ سال پیش) آغاز شد و تا دور هولوسین ادامه یافت که شاید دلیل آن پایان عصر یخبندان بوده‌است.
ماموت، پستانک‌دندان، ببر خنجردندان، تنبل زمینی، شیاردندان Glyptodon، گوزن ایرلندی و خرس غارنشین از جمله حیوانات منقرض شده در اواخر پلیستوسن بودند.
در اوایل این دوره، استفاده از ابزارهای سنگی ساده در آفریقا در بین گونه انسان ماهر، گسترش یافت.
گونه انسان خردمند (هوموساپینس)، در اواخر پلیستوسن، در شرق آفریقا تکامل یافت.